# Guillermo Tungī Mailefihi
El príncipe Guillermo Tungī Mailefihi[cita requerida] (1 de noviembre de 1888 - 20 de julio de 1941) fue el consorte de la reina Carlota Tupou III de Tonga. Durante el reinado de su esposa ocupó el cargo de primer ministro de Tonga, desde 1923 hasta su propio fallecimiento en 1941.

## Biografía

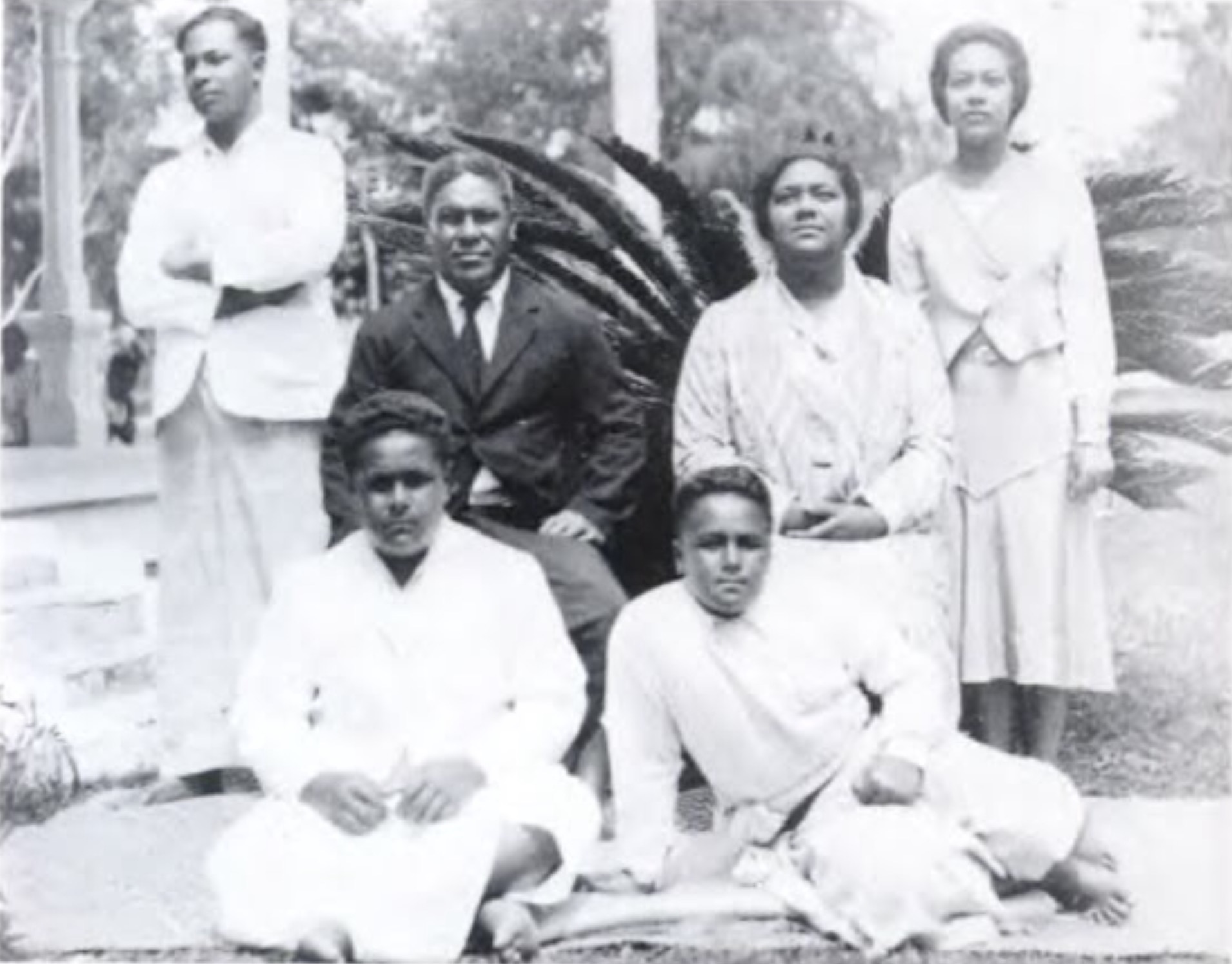
Familia real tongana en 1930. En el centro el príncipe	Guillermo Tungī y la reina Carlota Tupou III. A la izquierda el Príncipe Uiliami Tukuʻaho; a la derecha la media hermana de la reina, la Princesa ʻElisiva Fusipala; y abajo el Príncipe Sione y el Príncipe Tuku'aho.

### Primeros años

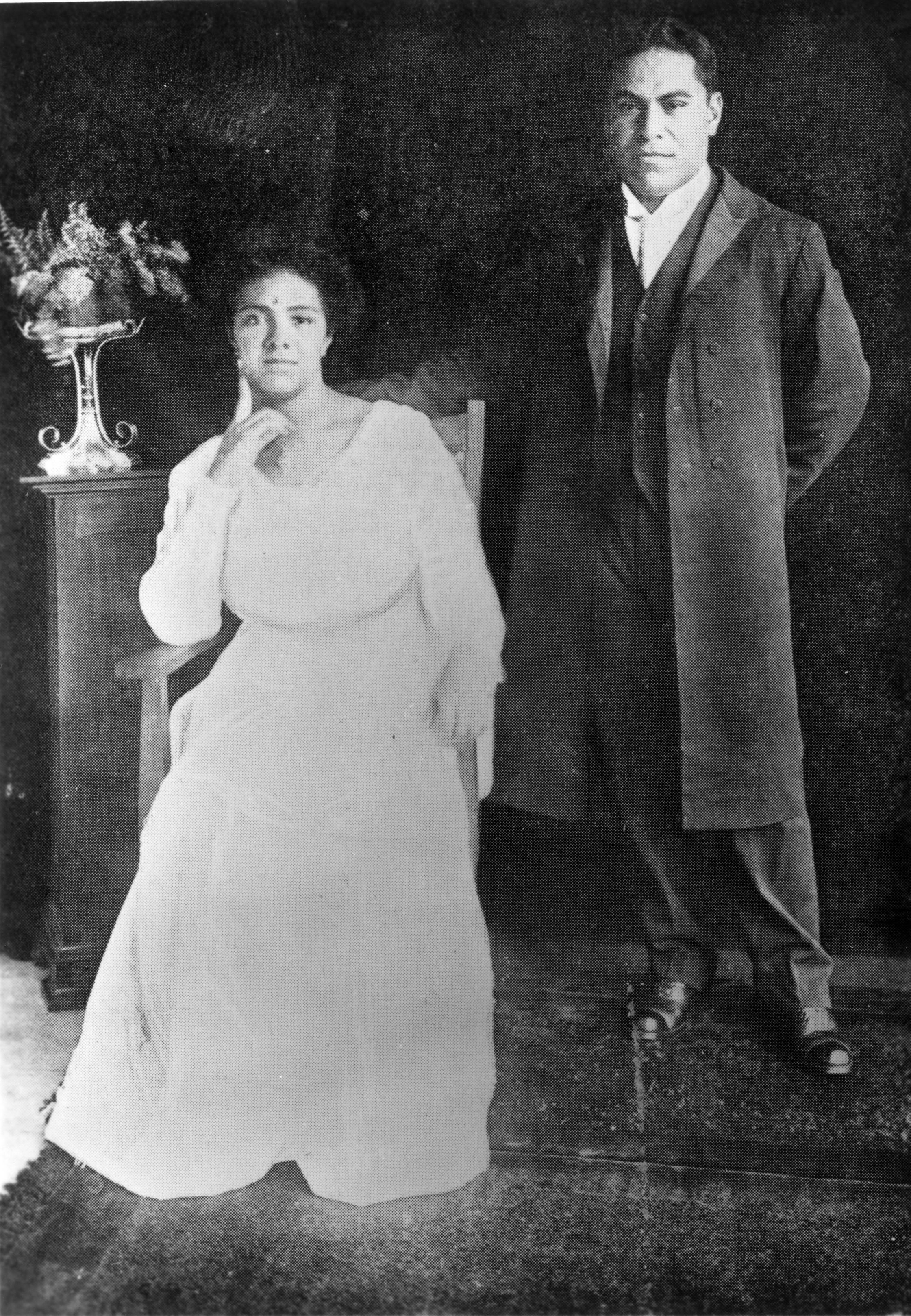
Tungī junto a su esposa, la reina Carlota.

El Príncipe Viliami (Guillermo) Tungī era el hijo del Honorable Siaosi Tuku'aho (Lord Tungi de Tatakamotonga) quien se desempeñó como Primer Ministro de Tonga desde 1890 hasta 1893. Su madre, Lady Mele Siu'ilikutapu era la nieta de Tu'i Vava'u: Fīnau'Ulukālala III (Tuapasi). En 1911, el Príncipe Tungi representó al Rey Tongano en la Coronación del Rey Jorge V en Londres.
Tungī fue educado en Tupou College, Tonga y Newington College, Sídney, comenzando en 1896, a los nueve años. Era un seguidor de la Iglesia Metodista Wesleyana.

### Matrimonio
Viliami fue seleccionado por el rey Jorge Tupou II para casarse con su hija mayor y heredera, la princesa Carlota. El Rey lo decidió a pesar de que ella era 12 años más joven que Tungi. La boda tuvo lugar el 19 de septiembre de 1916. La ceremonia matrimonial tradicional de Tonga (conocida como Tu'uvala) se celebró el 21 de septiembre. En menos de un año, el rey Siaosi Tupou II moriría, y su hija (la princesa Carlota) sería coronada como la soberana del Reino.
Los primeros años del reinado de la reina Carlota estuvieron plagados de dificultades políticas. Hubo un cisma entre las dos ramas de la Iglesia Metodista; y un movimiento republicano amenazó con derrocar al monarca. La personalidad y el alto estatus del Príncipe Tungi ayudaron a elevar el cariño de la gente hacia su joven reina.
Uno de los logros más eminentes (contribuido por la Reina Salote y el Príncipe Tungi) fue el nacimiento de sus hijos. Entre ellos, La Reina y su Consorte llevaban la sangre de las tres antiguas dinastías reales: la Tu'i Tonga, la Tu'i Ha'atakalaua y la Tu'i Kanokupolu. Su hijo (El Príncipe Tuku'aho) falleció en 1936. Sin embargo, los otros dos hijos (El Príncipe Taufa'ahau y El Príncipe Sione) llevaron y transmitieron los linajes combinados de las tres antiguas dinastías reales.

### Primer Ministro
El príncipe Tungi fue el primer ministro de su esposa desde 1923 hasta su muerte en 1941. Su propia experiencia lo ayudó a entrenar a la Reina en la vocación de la monarquía y el gobierno.

### Muerte
Su muerte en 1941 durante la Segunda Guerra Mundial fue un golpe devastador para la reina Carlota.

## Títulos y tratamientos
- 1887–1893: El Honorable Guillermo Mailefihi, el Lord Tungī de Tatakamotonga.
- 1893–1900: Lord Guillermo Tungī Mailefihi, presunto Heredero del trono de Tonga.
- 1900–1917: El Honorable Guillermo Mailefihi, Lord Tungī of Tatakamotonga.
- 1917–1918: Su Alteza Real el Príncipe Guillermo Tungī de Tonga.
- 1918–1923: Su Alteza Real el Príncipe Guillermo Tungī, el Príncipe Consorte de Tonga.
- 1923–1941: Su Alteza Real Guillermo Tungī, el Príncipe Consorte de Tonga, Primer Ministro de Tonga.

## Honores

### Reino Unido
- Comandante honorario de la Excelentísima Orden del Imperio Británico (CBE – 3 de mayo de 1937).[4]
- Medalla de la Coronación del Rey Jorge V (19 de junio de 1911).[4]
- Medalla del Jubileo de Plata del Rey Jorge V (3 de junio de 1935).[4]
- Medalla de la Coronación de Jorge VI (12 de mayo de 1937).[4]

| Predecesor: Anaseini Takipō  | Consorte real de Tonga 5 de abril de 1918 - 20 de julio de 1941    | Sucesor: Halaevalu Mata'aho 'Ahome'e                        |
| Predecesor: Jorge Tuku'aho   | Tu'i Ha'a Takalaua 1897 - 1941                                     | Sucesor: Tupou IV Asimilación del título por la Corona Real |
| Predecesor: Jorge Tuku'aho   | Tungī 1897 - 1941                                                  | Sucesor: Tupou IV Asimilación del título por la Corona Real |
| Predecesor: David Tu'ivakano | Primer Ministro de Tonga 30 de junio de 1923 - 20 de julio de 1941 | Sucesor: Solomone Ula Ata                                   |